# Башня Генекс
Башня Генекс (серб. „Генекс“ кула) или Западные ворота Белграда (серб. Западна капија Београда) — 35-этажное высотное здание в Белграде, столице Сербии. Расположено на улице Народных Героев, в районе Нови Белград. Его высота составляет 119 метров.

## История
Построено в 1980 году по проекту архитектора Михайло Митровича (* 1922) в стиле брутализма.
Состоит из двух башен, соединённых двухэтажным мостом. На вершине имеется вращающийся ресторан (не функционирует с 1999 года). 
Высота здания — 115 метров (с антенной над рестораном 135 метров). Является пятым по высоте зданием в Белграде.
Одна из башен принадлежит группе Genex (поэтому так зачастую называют весь комплекс). Вторая, более высокая башня, является жилой.

## Галерея

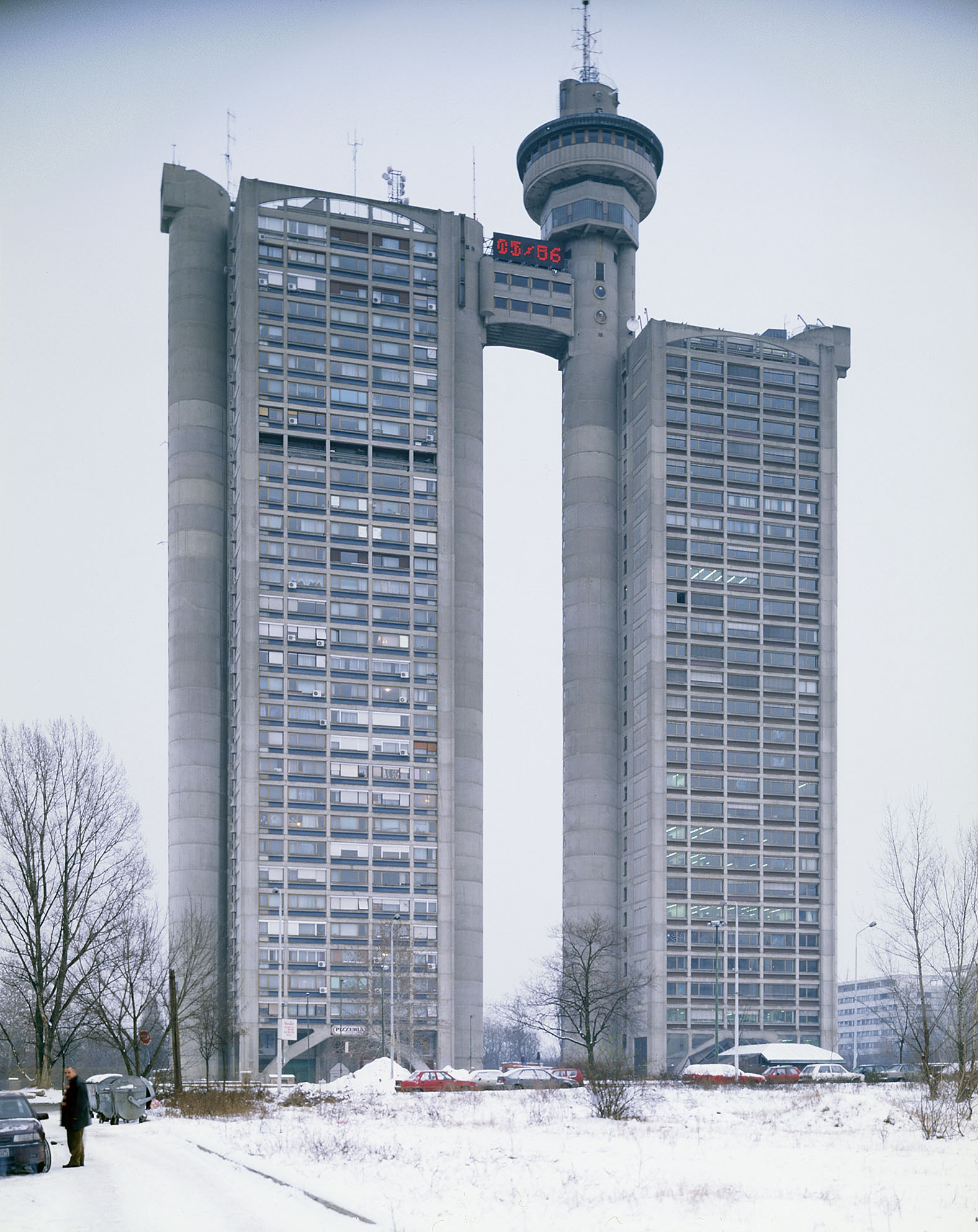
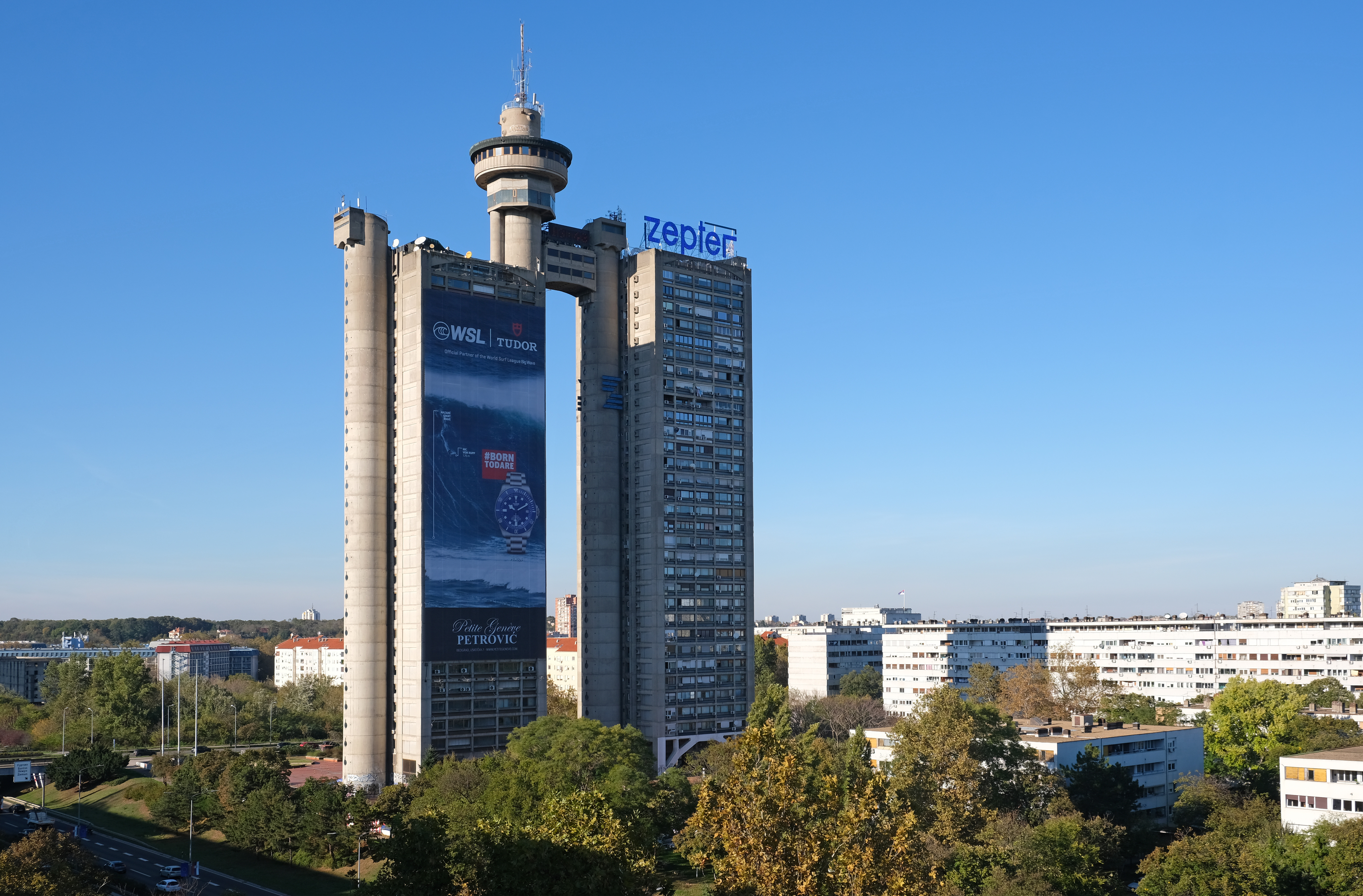
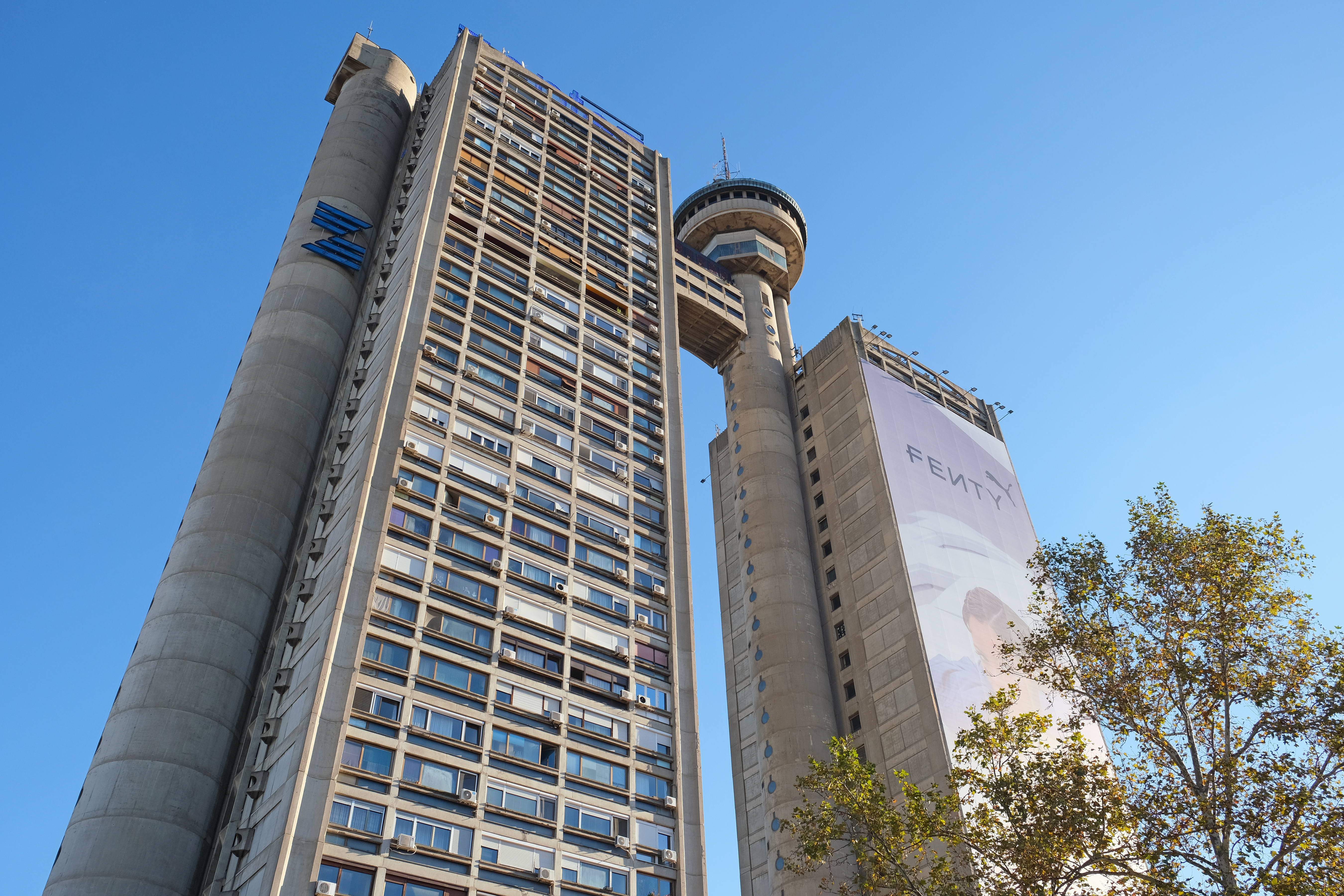
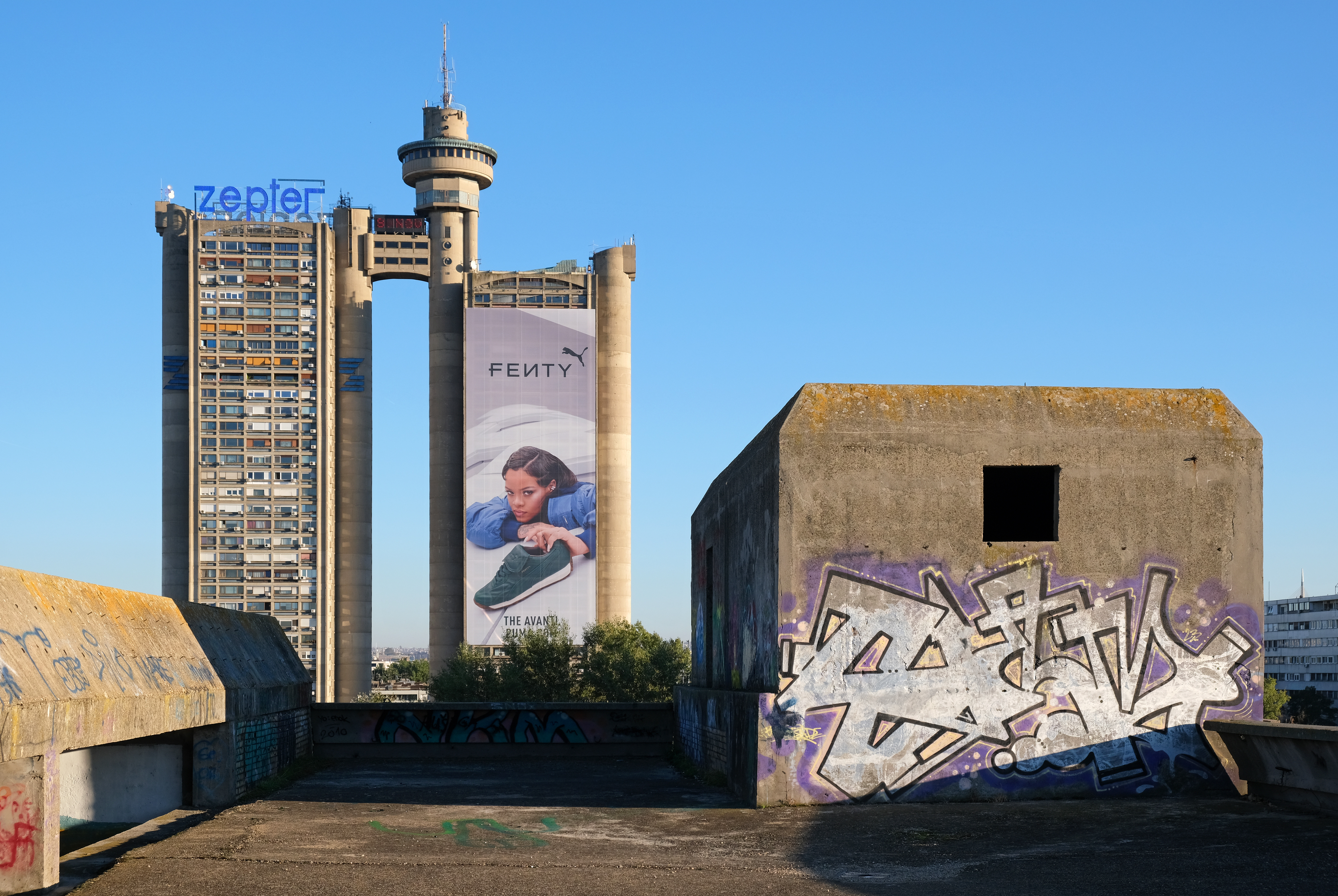